# Thomas Pope (homme politique anglais)
Pour les articles homonymes, voir Thomas Pope.
Sir Thomas Pope (1507 – 29 janvier 1559) est un éminent fonctionnaire au milieu du XVIe siècle en Angleterre, législateur, Membre du Parlement sous l'ère des Tudor et un riche propriétaire terrien. Il est le fondateur de Trinity Collège d'Oxford.

## Biographie
Né à Deddington, près de Banbury, Oxfordshire, probablement en 1507, il a environ seize ans à la mort de son père en 1523, un yeoman agriculteur. Il fait ses études à Banbury et au Collège d'Eton, puis entre à la Cour de la Chancellerie. Il y rencontre un ami et mécène dans la personnalité du Lord Chancelier, Thomas Audley. Sous Henri VIII, il est successivement Greffier des Minutes de la salle de l'Étoile, Directeur de la monnaie (1534-1536), Greffier de la Couronne en Chancellerie (1537), et Officier en second. Pendant l'application du Premier Acte de la Dissolution des monastères qui concerne toutes constructions religieuses dont le revenu annuel est inférieur à 200 livres, il est le Trésorier de la Cour pour le règlement des biens confisqués des fondations religieuses dont le clergé catholique, période durant laquelle il acquiert beaucoup d'influence ainsi qu'une immense fortune. Bien que remplacé en 1541, il est nommé sous Édouard VI, de 1547 à 1553, quatrième officiel, position qui lui permet d’accroître sa richesse par l'acquisition d'une trentaine de manoirs qui sont à l'origine des possessions ecclésiastiques. Selon John Aubrey, « Il pouvait chevaucher sur ses propres terres depuis Cogges (par Witney) jusqu'à Banbury, soit environ une vingtaine de kilomètres. » Enfin, la reine Marie Ire le nomme tuteur et responsable de la surveillance de sa demi-sœur Élisabeth à Hatfield Palace. Il établit son siège national à Tittenhanger, dans le Hertfordshire.

## Le parlement
Il est député de Buckingham en 1536 et de Berkshire en 1539. En 1537, il est adoubé chevalier. Il est nommé Shérif de l'Essex et du Hertfordshire entre 1552 et 1557. Les modifications des lois religieuses apportées par Édouard VI ne sont pas à son goût. En dépit de son passé de protestant convaincu, il devient membre du conseil privé au début du règne de Marie Ire.

## Trinity College
Dès 1555, il commence à organiser le financement d'un collège à Oxford, pour lequel il avait acheté le site et les bâtiments de Durham College, Oxford house de l'abbaye de Durham appartenant au Dr George Owen et William Martyn. Il reçut une charte royale pour la création et la dotation d'un collège de la Sainte et Indivisible Trinité (maintenant connu simplement comme le Trinity College, le 8 mars 1556.
La fondation pourvoyait aux frais d'un président, de douze boursiers et huit chercheurs, avec l'entretien d'une école à Hooknorton. Le nombre de chercheurs a ensuite été porté à douze, la petite école étant abandonnée. Le 28 mars 1556, les membres du collège se sont portés acquéreurs du site et ont été officiellement admis le 29 mai 1556.

## Mort
Thomas Pope décède à Clerkenwell, le 29 janvier 1559, et est enterré à Saint-Étienne, Walbrook. Ses restes sont ensuite transférés à Trinity College, où sa veuve fait ériger un monument en albâtre de style semi-Gothique en sa mémoire.

## Vie personnelle
Marié trois fois, il n'a pas de descendance. Une grande partie de ses biens est laissée à des organismes de bienfaisance et des fondations religieuses, et la majeure partie de sa succession d'Oxfordshire est transmise à la famille de son frère, John Pape de Wroxton, et à ses descendants, les vicomtes de Dillon et les comtes de Guilford et les barons du Nord.